# Frank Xavier Leyendecker
Pour les articles homonymes, voir Leyendecker.
Frank Xavier Leyendecker (19 janvier 1876 à Montabaur – 18 avril 1924 à New Rochelle), connu aussi sous le nom de Frank James Leyendecker, est un illustrateur américain. Il travailla avec son frère Joseph Christian Leyendecker, dans leur atelier, d'abord à Chicago, et ensuite à New York et à New Rochelle.

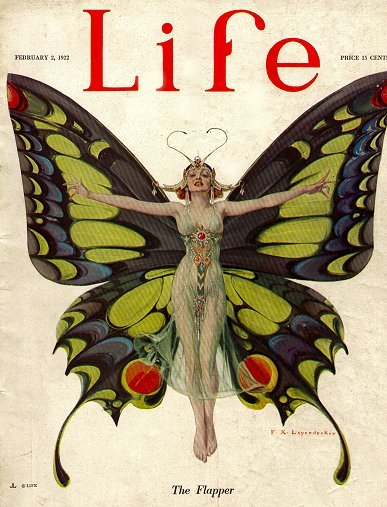
Life Magazine couverture de 1922 : The Flapper par F. X. Leyendecker

## Jeunesse
Il est né en Allemagne le 19 janvier 1876 sous les noms de Franz Xavier Leyendecker.
Frank Leyendecker et sa sœur Augusta ont vécu durant une longue période (jusqu'à 1924) avec leur frère aîné J. C. Leyendecker et le modèle Charles Beach à New Rochelle.

## Carrière
Il étudia un temps à l'Académie Julian en France. Il était réputé pour son travail sur les vitraux tout autant que pour ses illustrations d'affiches, de magazines et publicitaires. Leyendecker a exercé la fonction de juge d'un concours  pour le premier Strathmore Water Color Contest, sponsorisé par la Mittineague Paper Company du Massachusetts. Il participa à la deuxième exposition de la Society of Illustrators de la galerie internationale de New York où ses œuvres présentées furent considérées comme des « éléments important ».

## Mort
Leyendecker souffrait de dépression et d'une santé précaire à cause de son addiction pour les drogues, quand il fut retrouvé mort probablement d'un suicide par overdose de morphine le 18 avril 1924, à 48 ans.